# Corrigiola squamosa
Corrigiola squamosa är en kransörtsväxtart som beskrevs av William Jackson Hooker och George Arnott Walker Arnott. Corrigiola squamosa ingår i släktet skoremmar, och familjen kransörtsväxter. Utöver nominatformen finns också underarten C. s. latifolia.